# Cecil Albert Heydeman
Cecil Albert Heydeman, britanski general, * 16. avgust 1887, † 2. november 1967.